# Łyżwiarstwo szybkie na Zimowych Igrzyskach Olimpijskich 2014 – 5000 m kobiet
Bieg na 5000 metrów kobiet na Zimowych Igrzyskach Olimpijskich 2014 odbył się 19 lutego w hali Adler-Ariena w Soczi.

## Terminarz
| Data      | Konkurencja | Godzina rozpoczęcia | Godzina rozpoczęcia |
| Data      | Konkurencja | Czas CET            | Czas lokalny        |
| --------- | ----------- | ------------------- | ------------------- |
| 19 lutego | Finał       | 14:30               | 17:30               |

## Rekordy
| Rekord            | Zawodnik          | Czas    | Miejsce        | Data           |
| ----------------- | ----------------- | ------- | -------------- | -------------- |
| Rekord świata     | Martina Sáblíková | 6:42,66 | Salt Lake City | 18 lutego 2011 |
| Rekord olimpijski | Claudia Pechstein | 6:46,91 | Salt Lake City | 23 lutego 2002 |

## Wyniki
| Miejsce | Numer pary | Tor | Zawodniczka       | Reprezentacja     | Czas    | Strata | Uwagi |
| ------- | ---------- | --- | ----------------- | ----------------- | ------- | ------ | ----- |
| 1.      | 3          | O   | Martina Sáblíková | Czechy            | 6:51,54 | -      |       |
| 2.      | 4          | I   | Ireen Wüst        | Holandia          | 6:54,28 | +2,74  |       |
| 3.      | 3          | O   | Carien Kleibeuker | Holandia          | 6:55,66 | +4,12  |       |
| 4.      | 2          | O   | Olga Graf         | Rosja             | 6:55,77 | +4,23  |       |
| 5.      | 1          | O   | Claudia Pechstein | Niemcy            | 6:58,39 | +6,85  |       |
| 6.      | 2          | I   | Yvonne Nauta      | Holandia          | 7:01,76 | +10,22 |       |
| 7.      | 1          | O   | Mari Hemmer       | Norwegia          | 7:04,45 | +12,91 |       |
| 8.      | 4          | I   | Stephanie Beckert | Niemcy            | 7:07,79 | +16,25 |       |
| 9.      | 5          | I   | Anna Czernowa     | Rosja             | 7:08,71 | +17,17 |       |
| 10.     | 5          | O   | Shōko Fujimura    | Japonia           | 7:09,65 | +18,11 |       |
| 11.     | 6          | O   | Bente Kraus       | Niemcy            | 7:10,65 | +19,11 |       |
| 12.     | 6          | I   | Shiho Ishizawa    | Japonia           | 7:11,54 | +20,00 |       |
| 13.     | 7          | I   | Masako Hozumi     | Japonia           | 7:12,42 | +20,88 |       |
| 14.     | 7          | I   | Ivanie Blondin    | Kanada            | 7:20,10 | +28,56 |       |
| 15.     | 8          | I   | Katarzyna Woźniak | Polska            | 7:28,53 | +36,99 |       |
| 16.     | 8          | O   | Maria Lamb        | Stany Zjednoczone | 7:29,64 | +38,10 |       |